# Edvard Kocbek

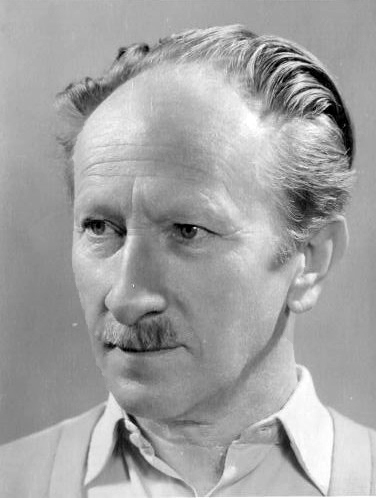
Edvard Kocbek

Edvard Kocbek (ur. 27 września 1904 w Videmie ob Ščavnici, zm. 3 listopada 1981 w Lublanie) – słoweński pisarz, publicysta i polityk, zaliczany do najważniejszych intelektualistów i wielkich autorytetów moralnych Słowenii XX wieku

## Życiorys
Urodził się w zamieszkanej przez Słoweńców wschodniej Styrii. Po dwuletnim pobycie w seminarium teologicznym w Mariborze podjął studia romanistyczne na uniwersytecie w Lublanie. Rok akademicki 1929/1930 spędził w Berlinie na studiach językoznawczych, które kontynuował następnie w Lyonie i w Paryżu, gdzie zetknął się z Emmanuelem Mounierem. Następnie pracował jako wykładowca języka francuskiego w Bjelovarze, Varaždinie i Lublanie.
W okresie wojny domowej w Hiszpanii zwrócił się ku katolickiej lewicy, czego wyrazem może być jego krytyka skierowana przeciw słoweńskim biskupom, którzy udzielili poparcia Franco (1937 r.). Z czasem stał się jednym z ideologicznych przywódców lewicowych katolików jako redaktor czasopisma „Dejanje” (1938–1943).
Po agresji wojsk niemieckich na Jugosławię w 1941 r. działał w ruchu oporu, należąc do konspiracyjnej organizacji Front Wyzwolenia Ludu Słoweńskiego, w której reprezentował „chrześcijańskich socjalistów”. Podobnie jako reprezentant lewicowych katolików był członkiem Antyfaszystowskiej Rady Wyzwolenia Narodowego Jugosławii (AVNOJ), mimo daleko idącej rezerwy wobec Josipa Broza Tity.
Po wojnie zajmował wysokie stanowiska w rządzie Socjalistycznej Republiki Słowenii, był też ministrem kultury Jugosławii. Po publikacji w 1951 r. zbioru opowiadań „Strah in pogum” („Strach i odwaga”, pol. przekład noweli „Ciemna strona księżyca” w antologii „Specjalni wysłannicy” 1971), traktujących m.in. o zamordowaniu tysięcy rozbrojonych domobrańców oraz rewidujących w duchu egzystencjalizmu stereotypy heroicznych postaw, został odsunięty od życia politycznego.
Po wywiadzie, jakiego udzielił w 1975 r. Borisowi Pahorowi, omal nie został uwięziony. Ocaliła go przed tym interwencja Heinricha Bölla, jednak Kocbek do śmierci był inwigilowany przez jugosłowiańską służbę bezpieczeństwa – UDBA.

## Twórczość
Nowelistyka, liryka filozoiczna, eseje, dzienniki:
- „Zemlja” (1934),
- „Tovarišija” (1949),
- „Strah in pogum” (1951),
- „Groza” (1963),
- „Listina” (1967),
- „Poročilo” (1969),
- „Zbrane pesmi” (1977)
- „Krogi navznoter” (1977)
- i inne

## Polskie przekłady
- Wiersze w: „Liryka jugosłowiańska” (1960) i „Antologia poezji słoweńskiej” (1973) oraz „Literatura na Świecie” 1990 10.